# صرواح (حزم العدين)

تعديل مصدري - تعديل

صرواح هي إحدى قرى عزلة بني الفخر بمديرية حزم العدين التابعة لمحافظة إب، بلغ تعداد سكانها 470 نسمة حسب تعداد اليمن لعام 2004.